# Кареево (Калужская область)
Кареево — деревня в Тарусском районе Калужской области России. Входит в состав сельского поселения «Село Барятино».

### Основная история
Деревня Кареево первый раз упоминается в 1774 году на картах Барятинской губернии, но само поселение принадлежало церкви Рождества Христова с. Маковцы. С 1917 г-1924 г село Кареево было центром Кареевской волости Тарусского уезда. В 1888 г деревню Кареево можно увидеть на карте как деревню Новосёлки, и примерно к 1900 году село вновь меняет название на Кареево. К 1859 году население составляло около 350 человек и 40 дворов, и была одна православная церковь. По сравнению с другими ближайшими деревнями, она была одной из самых больших, и её население превышало деревню Ям, Лысая Гора и многие другие. Кроме того, население Кареево было практически сравнимо с деревней Лопатино, где население составляло 424 человека, и также была 1 церковь, которая стоит и по сей день. В Кареево в 1925 году, 25 августа, в крестьянской семье родился Петров Сергей Демьянович. Перед войной, после учёбы в школе, он работал в колхозе, затем поступил в школу ФЗО в городе Щекино Тульской области. Советский солдат умел смело смотреть в глаза смертельной опасности, проявив при этом боевую доблесть и геройство. 26 августа 1944 года за отвагу и стойкость в бою рядовой С. Петров был удостоен ордена Славы III степени, также за проявленные в боях с немецко-фашистскими захватчиками храбрость и мужество командарм В. И. Чуйков 17 февраля 1945 года лично вручил Сергею Петрову орден Славы II степени. Ещё старший сержант Сергей Демьянович Петров Указом Президиума Верховного Совета СССР от 15 мая 1945 года был награждён орденом Славы I степени. До сентября 1950 года С. Д. Петров продолжал служить в армии. Затем после демобилизации он избрал постоянным местом жительства город Алексин. В Алексине работал слесарем, шофером, электросварщиком, механиком сварочного цеха на Мышинском арматурном заводе. Умер Сергей Демьянович в 1981 году. В Алексине живут его родственники. На доме, в котором проживал С. Д. Петров, установлена мемориальная доска, а также за мужество и отвагу в Селе Барятино установлена мемориальная доску памяти.
В Кареево также родился доктор технических наук, член-корреспондент АН СССР Власов Василий Захарович. Родился в бедной крестьянской семье. После окончания сельской трехклассной школы, с 1918 по 1924 год учился в школе-девятилетке в Тарусе. Как один из лучших учеников, получил направление, и в 1924 году поступил на геодезический факультет Межевого института, откуда в 1926 году перевёлся на инженерно-строительный факультет Московского высшего технического училища (МВТУ). В 1930 году окончил Высшее инженерно-строительное училище (ВИСУ) со званием инженера-строителя мостов и конструкций. Вошёл в Первоначальный состав Национального комитета СССР по теоретической и прикладной механике, а также возглавил кафедру строительной механики (1956). Умер после тяжёлой непродолжительной болезни. Похоронен на Новодевичьем кладбище. Его книга «Тонкостенные упругие стержни» (первое издание — 1940) удостоена Сталинской премии первой степени в 1941 году, а книги «Строительная механика тонкостенных пространственных систем» (1949) и «Общая теория оболочек и её приложения в технике» (1949) — Сталинской премии второй степени в 1950 году. В его честь названа школа No 2 в г. Таруса.
Во время Великой Отечественной войны к одной и жительниц деревни пришли немцы как рассказывает она немцы пришли на 2 дня и потом ушли, а одной из  ночей было светло как днём работали Катюши и палили по немецким самолётам. В 90-е годы деревня пришла в упадок и её население сократилось до 30-40 человек, но раньше в деревне был магазин, совхоз, школа и церковь.

## География
Деревня находится в северо-восточной части Калужской области, в зоне хвойно-широколиственных лесов, в пределах северной части Среднерусской возвышенности, на берегах реки Ямни, на расстоянии примерно 18 километров (по прямой) к юго-западу от города Тарусы, административного центра района. Абсолютная высота — 179 метров над уровнем моря.

### Климат
Климат характеризуется как умеренно континентальный, с тёплым летом и умеренно холодной снежной зимой. Абсолютный минимум температуры воздуха составляет −46 °C; абсолютный максимум — 38 °C. Среднегодовое количество атмосферных осадков составляет 654 мм, из которых 441 мм выпадает в период с апреля по октябрь. Снежный покров держится в течение 139 дней.

### Часовой пояс
Деревня Кареево находится в часовой зоне МСК (московское время). Смещение применяемого времени относительно UTC составляет +3:00.

## Население
| 2002 | 2010 |
| ---- | ---- |
| 13   | ↘8   |

### Половой состав
По данным Всероссийской переписи населения 2010 года в гендерной структуре населения мужчины составляли 50 %, женщины — соответственно также 50 %.

### Национальный состав
Согласно результатам переписи 2002 года, в национальной структуре населения русские составляли 100 %.